# Eubazus macrocephalus
Eubazus macrocephalus är en stekelart som beskrevs av Christian Gottfried Daniel Nees von Esenbeck 1812. Eubazus macrocephalus ingår i släktet Eubazus och familjen bracksteklar. Arten är reproducerande i Sverige. Inga underarter finns listade i Catalogue of Life.